# Violencia escolar
Se entiende por violencia escolar la acción intencionadamente dañina ejercida entre miembros de una institución educativa y que se produce dentro de los espacios físicos que le son propios a las instalaciones escolares, bien en otros espacios directamente relacionados con lo escolar (alrededores de la escuela o lugares donde se desarrollan actividades extra a la escuela). Una característica extrema de violencia escolar dada entre alumnos es el acoso escolar.

Estudios recientes desarrollados en Colombia muestran que existe una relación entre Acoso Escolar, Inteligencia Emocional y la práctica de actividad física. Los niños que realiza al menos 60 minutos diarios de actividad física tienen una menor probabilidad de ser acosados o agredidos por otros niños del colegio o barrio. Del mismo modo, los niños con mayor nivel de inteligencia emocional, también muestran una probabilidad menor a ser agredidos por sus pares. Para ambas variables se han validado instrumentos estadísticos, los cuales están disponibles para investigadores.
Junto con la violencia escolar se encuentra relacionado la formación de pandillas juveniles. Una revisión sistemática de ocho estudios, realizados en cinco países y la región del Caribe, examinó los factores predictivos de la pertenencia a pandillas juveniles a lo largo de cinco esferas sociales: individual, de pares, familiar, escolar y comunitario. Se hallaron relaciones significativas con determinados factores para cada una de estas esferas. Por ejemplo, en la esfera individual, la delincuencia y el consumo de sustancias están relacionados con la pertenencia a pandillas, al igual que la falta de supervisión parental en la esfera familiar. Estos resultados, sin embargo, se basan en un pequeño número de estudios, por lo cual estas conclusiones son limitadas.